# 쓰가루 노부토시
쓰가루 노부토시(일본어: 津軽信敏, つがる のぶとし, 1646년 ~ 1683년 11월 1일)는 일본 에도 시대의 하타모토로, 구로이시 쓰가루 가문의 2대 당주이다.
초대 당주 쓰가루 노부후사의 맏아들로 태어났다. 1663년, 15세의 나이로 가독을 이어 2대 당주가 되었다. 처음에 아버지로부터 물려받은 영지는 5천 석이었으나, 나중에 동생인 노부스미에게 고즈케노쿠니 영지의 절반인 1천 석을 분할해주었다. 노부토시는 아버지의 정책을 이어받아 상업 진흥에 힘썼으며, 한 마을에 한 업종을 전문으로 하여 1년간 세금을 면제해주는 조치를 취하기도 하였다. 1674년, 아버지의 13주기에 히로사키번 번주 쓰가루 노부마사와 함께 영묘를 방문하여 석등롱 등을 세웠고, 1682년에는 고즈케노쿠니 영지의 오다테(大館)에 오다테 하치만 궁(大館八幡宮)을 재건하였다.
1683년, 38세의 나이로 사망하였고, 가독은 장남인 마사타케(政兕)가 이었다. 구로이시 신사에 전해지는 전승에 따르면 어릴 적부터 매사냥을 즐겼다고 한다.
| 전임 쓰가루 노부후사 | 제2대 구로이시 쓰가루 가문 당주 1663년 ~ 1683년 | 후임 쓰가루 마사타케 |